# Бортиђадас
Бортиђадас (итал. Bortigiadas) је насеље у Италији у округу Сасари, региону Сардинија.
Према процени из 2011. у насељу је живело 400 становника. Насеље се налази на надморској висини од 476 м.

## Становништво
| 1931. | 1936. | 1951. | 1961. | 1971. | 1981. | 1991. | 2001. | 2011. |
| ----- | ----- | ----- | ----- | ----- | ----- | ----- | ----- | ----- |
| 1.406 | 1.487 | 1.614 | 1.559 | 1.276 | 1.127 | 987   | 896   | 800   |